# Calvin (Ontario)
Calvin es un municipio canadiense situado en la provincia de Ontario.

## Superficie
Calvin tiene una superficie de 140,13 km².

## Demografía
En 2021, tenía 557 habitantes, una densidad poblacional de 4 hab./km², y 263 viviendas.